# Chez les Zoaques
Chez les Zoaques est une comédie en trois actes de Sacha Guitry, créée au théâtre Antoine le 5 novembre 1906.

## Distribution de la création
- Henri Cordelier : André Dubosc
- Lucienne : Charlotte Lysès
- Kiki : Suzanne Goldstein